# Mistrovství světa v atletice 2011 – Ženy 100 metrů překážek
 Běh na 100 metrů překážek žen na Mistrovství světa v atletice 2011 se uskutečnil 2. a 3. září. Ve finálovém běhu zvítězila Australanka Sally Pearsonová v osobním rekordu 12,28 s, čímž vytvořila nový rekord šampionátu. Za třiadvacet let starým světovým rekordem Bulharky Jordanky Donkovové zaostala o sedm setin sekundy. Američanka Danielle Carruthersová získala stříbro a další Američanka Dawn Harperová bronz ve shodném čase 12,47 s, který byl pro obě novým osobním rekordem.

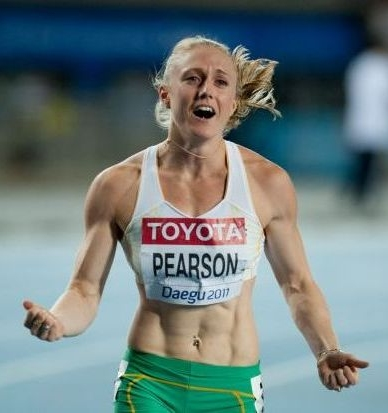
Sally Pearsonová dobíhá v novém rekordu šampionátu

## Výsledky finálového běhu
| *                | jméno                  | země               | čas   |
| ---------------- | ---------------------- | ------------------ | ----- |
| Zlatá medaile    | Sally Pearsonová       | Austrálie          | 12,28 |
| Stříbrná medaile | Danielle Carruthersová | USA                | 12,47 |
| Bronzová medaile | Dawn Harperová         | USA                | 12,47 |
| 4                | Tiffany Porterová      | Spojené království | 12,63 |
| 5                | Taťána Děkťarevová     | Rusko              | 12,82 |
| 6                | Nikkita Holderová      | Kanada             | 12,93 |
| 7                | Phylicia Georgeová     | Kanada             | 17,97 |
|                  | Kellie Wellsová        | USA                | DNF   |